# Förenings- och säkerhetsakten
Förenings- och säkerhetsakten var ett tillägg till 1772 års regeringsform som efter riksdagen 1789 infördes i Sverige.
I Sverige gällde detta tillägg till 1809, i Finland var det gällande grundlag till 1919.

## Bakgrund
Det pågående kriget mot Ryssland hotade att ruinera staten. I riksdagen som sammankallades fick kung Gustav III stöd av de ofrälse stånden för förenings- och säkerhetsakten. Den antogs mot adelns vilja. Den nya grundlagen stärkte kraftigt kungens makt men den var även den första ståndsutjämningen i Sverige, som aktivt minskade adelns makt. Detta skedde fyra månader innan den franska revolutionen.

## Innehåll
Det nya tillägget till regeringsformen betydde bland annat att:
- Kungen fick börja krig och sluta fred utan samråd med riksens ständer (riksdagen).
- Riksrådet avskaffades i praktiken, då kungen fick makt att tillsätta det antal riksråd han ansåg behövdes. Han satte antalet till 0 och införde istället Rikets allmänna ärendens beredning.
- Högsta domstolen inrättades för att ersätta Justitierevisionen i riksrådet. Hälften av ledamöterna i Högsta domstolen skulle vara ofrälse.
- Riksgäldskontoret inrättades för att hantera den stora statsskuld som uppkommit på grund av Gustav III:s ryska krig. Dess föregångare, Riksens ständers kontor, hade dessförinnan existerat under åren 1719-1765.
- De flesta ämbeten i riket kunde i framtiden besättas med ofrälse personer.
- Bönder gavs rätt att friköpa både kronojord och frälsejord (”Ett lika fritt folk bör äga lika rätt att besitta och förvärva jord i deras gemensamma fädernesland”).
- Bönder fick nu rätt att jaga på egen mark, vilket inte hade varit tillåtet sedan medeltiden.

### Förklaring
Förenings- och säkerhetsakten gav kungen rätt att efter eget gottfinnande förklara krig, sluta fred och ingå pakter med främmande makt utan att detta krävde riksdagens godkännande. Bestämmelser i akten fråntog riksdagen rätten att framlägga lagförslag, men riksdagen behöll rätten att godkänna beslut gällande skatter.
Detta betydde dock inte att kungen blev enväldig, dock utökades monarkens makt, framför allt genom bestämmelsen att "de riksvårdande ärendena skötas på sätt konungen nyttigast synes", och att kungen ägde makt "att förordna efter Dess höga gottfinnande om alla rikets ämbeten". Dessa ord gav honom obegränsad frihet att omdana alla de gamla ämbetsverken, förbigå dem eller skapa nya ämbetsverk samt att till- och avsätta rikets ämbetsmän, dock med undantag för domare, präster och en del lägre ämbetsmän. Därmed blev den dittills så mäktiga byråkratin så gott som fullständigt beroende av konungen.
Det högadliga riksrådet avskaffades, och ersattes med Rikets allmänna ärendens beredning, vilket blev en föregångare till dagens regering. Ofrälse tog med detta för första gången steget in i rikets främsta beslutande organ. Dessutom inrättades Högsta domstolen, där kungen satt med två röster samt utslagsröst vid en jämn omröstning.
På det sociala området har förenings- och säkerhetsakten haft en stor betydelse. Alla stånd tillerkändes lika rätt att besitta jord av alla slag utom säterier, vilka fortfarande förbehölls adeln ensam. Skjutsbesväret fördelades lika på alla hemman, dock med samma undantag för säterierna.
Kronobönderna garanterades ärvd besittningsrätt till kronojorden; alternativt kunde bönderna friköpa jorden. 
Vad rätten till ämbeten beträffar blev visserligen "riksens höga och förnämsta ämbeten och de, som äro i konungens hov" förbehållna ridderskapet och adeln; "men", hette det, "i övrigt bliver skicklighet, förtjänst, erfarenhet och beprövad medborgerlig dygd enda och rätta grunden för befordran till alla rikets ämbeten och tjänster, högre och lägre, utan avseende på börd eller särskilt stånd".
Riksdagen 1789 beslutade också att överlåta hela statsskulden till ständerna. Riksgäldskontoret upprättades och uppdrogs att administrera skulderna.
I Sverige upphävdes förenings- och säkerhetsakten genom 1809 års grundlag. I Finland bestod den som gällande lag till 1919, då den nya regeringsformen trädde i kraft.